# Trekroner (Roskilde)
 Denne artikel bør gennemlæses af en person med fagkendskab for at sikre den faglige korrekthed.

 For alternative betydninger, se Trekroner. (Se også artikler, som begynder med Trekroner)
Trekroner  er en hastigt voksende bydel i den østlige udkant af Roskilde, beliggende i Himmelev Sogn, Roskilde Kommune. 
Bydelen, der oprindelig blev betegnet "Roskilde Øst", er først og fremmest kendt for Roskilde Universitet (RUC), men har desuden Trekroner Station, der åbnede i 1988, ligesom der løbende foregår omfattende etablering af såvel boligbyggeri samt erhvervs- og servicevirksomhed. I pinsen 2019 blev bydelens nye kirkebygning, den utraditionelt udformede Trekroner Kirke indviet.
Området var en overgang udset til at huse landets første gravplads for muslimer, idet Roskilde Kommunes økonomiudvalg besluttede at forberede en lokalplan for området med en gravplads på to hektar .
Området har i mange år været præget af en række nybyggerier for at udvikle området og gøre det mere interessant for tilflyttere. I bydelens tidlige udviklingsperiode udgjorde manglen på et lokalt indkøbscenter visse begrænsninger på den ønskede udbygning af bydelen, ligesom det også kun var relativt få tog, der standsede på Trekroner Station. 
I 2002 stod den første del af Trekronerskolen klar til indflytning. Hele skolen med klassetrin fra 0-9. klasse samt idrætshal, fysik/kemi og sundhedsafdeling stod derefter færdig til skolestart i 2005. Trekronerskolen havde ved skolestart i august 2013 835 elever og 56 lærere.
Efter åbningen af Trekroner Center i 2008 fik bydelen tilføjet en række kontor- og erhvervsbygninger i en række bygningskomplekser nær Trekroner Station. I Trekroner Center findes blandt andet SuperBrugsen, Fakta, tøjforretninger, apotek, frisører og en cafe. Derudover er flere kontorbygninger skudt op i området omkring Trekroner.
I 2013 er det opgjort, at der bor cirka 4.500 mennesker i Trekroner. 